# Legal Hustle
Legal Hustle – kompilacja amerykańskiego rapera Cormegi, wydana 25 maja 2004 roku nakładem wytwórni Koch.

## Lista utworów
Lista według Discogs:
|    | Tytuł                                          | Producent                                 |
| -- | ---------------------------------------------- | ----------------------------------------- |
| 1  | "Intro" (feat. Doña, Miz)                      | Ax (The Bull), The Feil Brothers, Cormega |
| 2  | "Beautiful Mind"                               | Cormega                                   |
| 3  | "Let It Go" (feat. M.O.P.)                     | Emile                                     |
| 4  | "The Bond" (feat. Doña)                        | Ax (The Bull)                             |
| 5  | "Bring It Back"                                | Ayatollah                                 |
| 6  | "Hoody" (feat. Doña)                           | Cormega                                   |
| 7  | "Dangerous" (feat. Unda P., Vybz Kartel)       | Ill Will Fulton, J. Waxx Garfield         |
| 8  | "Tony Montana" (feat. Ghostface Killah)        | The Feil Brothers                         |
| 9  | "Personified" (feat. Doña)                     | Spunk Bigga                               |
| 10 | "Stay Up" (feat. Kira)                         | Cormega                                   |
| 11 | "Deep Blue Seas" (feat. Jayo Felony, Kurupt)   | Emile                                     |
| 12 | "More Crime" (feat. The Jacka)                 | Maki                                      |
| 13 | "Monster's Ball" (feat. Banger, Lake, Maino)   | Ax (The Bull)                             |
| 14 | "Redemption" (AZ)                              | Emile                                     |
| 15 | "Respect Me" 9feat. Doña)                      | Ax (The Bull)                             |
| 16 | "Sugar Ray And Hearns" (feat. Large Professor) | J-Love                                    |
| 17 | "The Machine" (feat. Doña, Miz)                | Ax (The Bull)                             |